# (Everything I Do) I Do It for You
"(Everything I Do) I Do It for You" er en powerballade udgivet i 1991 af den canadiske sanger Bryan Adams. Sangen var tema til filmen Robin Hood – Den Fredløse, og er skrevet af Bryan Adams, Michael Kamen og Robert Lange. Sangen var med på både soundtracket til førnævnte film, og på Adams' sjette soloalbum, Waking Up the Neighbours.

## Hitlister
"(Everything I Do) I Dot It for You" er den single, der har ligget flest uger som nummer et på både UK Singles Chart (16 uger) og på den amerikanske Hot 100 Singles Sales (17 uger).

| Hitliste (1991)                              | Højeste placering |
| -------------------------------------------- | ----------------- |
| Australien (ARIA)                            | 1                 |
| Belgien (VRT Top 30 Flanderen)               | 1                 |
| Canada RPM Adult Contemporary                | 1                 |
| Canada RPM Top Singles                       | 1                 |
| Danmark (IFPI)                               | 1                 |
| Europa (Eurochart Hot 100)                   | 1                 |
| Finland (Suomen virallinen lista)            | 1                 |
| Frankrig (SNEP)                              | 1                 |
| Holland (Dutch Top 40)                       | 1                 |
| Irland (IRMA)                                | 1                 |
| Italien (FIMI)                               | 1                 |
| New Zealand (RIANZ)                          | 1                 |
| Norge (VG-lista)                             | 1                 |
| Schweiz (Schweizer Hitparade)                | 1                 |
| Spanien (AFYVE)                              | 1                 |
| Storbritannien (The Official Charts Company) | 1                 |
| Sverige (Sverigetopplistan)                  | 1                 |
| Tyskland (Official German Charts)            | 1                 |
| USA Billboard Hot 100                        | 1                 |
| USA Billboard Hot Adult Contemporary         | 1                 |
| Østrig (Ö3 Austria Top 40)                   | 1                 |

| Årslister (1991)      | Placering |
| --------------------- | --------- |
| Storbritannien        | 1         |
| USA Billboard Hot 100 | 1         |

| Liste (1990–1999)     | Placering |
| --------------------- | --------- |
| USA Billboard Hot 100 | 37        |

| Hitliste              | Placering |
| --------------------- | --------- |
| Storbritannien        | 18        |
| USA Billboard Hot 100 | 18        |